# Maximilian III. Joseph

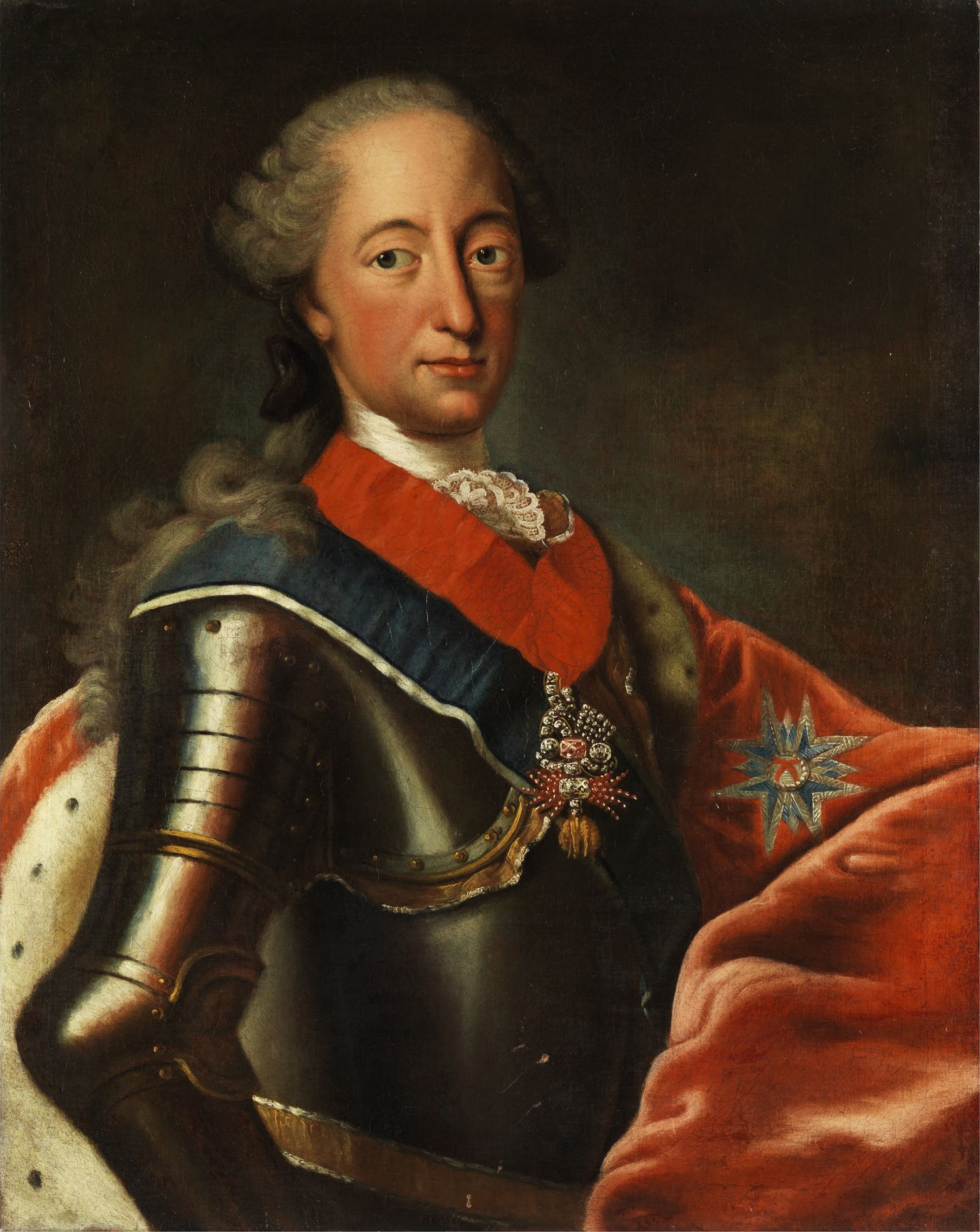
Maximilian III. Joseph als Kurfürst

Maximilian III. Joseph Karl Johann Leopold Ferdinand Nepomuk Alexander von Bayern, kurz Max III. Joseph (* 28. März 1727 in München; † 30. Dezember 1777 ebenda), aus dem Fürstengeschlecht der Wittelsbacher war Kurfürst von Bayern von 1745 bis zu seinem Tode. Da sich Bayern für eine Großmachtpolitik im Stil seiner Vorgänger als zu geschwächt erwies, schloss der Kurfürst schon bald nach seinem Machtantritt einen Sonderfrieden mit Österreichs Erzherzogin Maria Theresia und orientierte sich außenpolitisch an Habsburg. Auch im Siebenjährigen Krieg, in dem Bayern mit Österreich und Frankreich verbündet war, bemühte er sich, so bald wie möglich aus dem Konflikt auszuscheiden. Danach galt – wegen seiner Kinderlosigkeit – sein Hauptaugenmerk der Klärung der Erbfolge in Kurbayern und der Kurpfalz.
Innenpolitisch galt es, die immense Schuldenlast des Landes abzubauen. Er betrieb eine begrenzte Reform der Verwaltung. Wichtiger war die Kodifikation des bayerischen Rechts. Außerdem verfolgte er eine Politik der Wirtschaftsförderung und des Landesausbaus. Als absolutistischer Herrscher versuchte er den Einfluss der Stände zu begrenzen und die Kirche so weit wie möglich unter den Einfluss des Staates zu stellen. Unter seiner Regentschaft wurde die Schulpflicht eingeführt und der Kurfürst war Förderer von Kunst und Wissenschaft. 
Mit Maximilian III. Joseph starb die bayerische Linie der Wittelsbacher im Mannesstamm aus. Nach seinem Tod brach der Bayerische Erbfolgekrieg aus.

## Familie

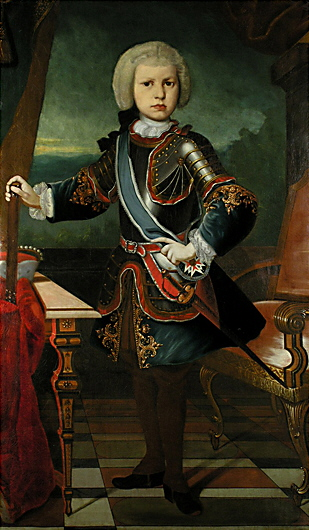
Maximilian Joseph als Kurprinz

Max III. Joseph war ein Sohn Kaiser Karls VII. und Maria Amalies von Österreich, der Tochter Kaiser Josephs I. Anlässlich seiner Geburt wurde den Annenkirchen in München und Harlaching durch seinen Vater besondere Förderung zuteil, und es wurde auch der Grundstein für die Klosterkirche St. Anna im Lehel gelegt. Die heilige Anna galt als Patronin für Kindersegen und glückliche Geburt.
Er selbst heiratete am 9. Juli 1747 in München die Prinzessin Maria Anna von Sachsen, Tochter König Augusts III. von Polen und dessen Gattin Erzherzogin Maria Josepha von Österreich. Die Ehe blieb kinderlos. Max Josephs Onkel waren die Fürstbischöfe Clemens August von Köln und Johann Theodor von Lüttich, die der letzten Generation Wittelsbacher Fürstbischöfe angehörten.

## Frühe Jahre
Prägende Jugendjahre erlebte er ab 1742 in Frankfurt am Main am väterlichen Kaiserhof, der nach dem Verlust Bayerns einem Exil glich. Wesentlichen Einfluss auf seine Erziehung hatten der Jesuit Daniel Stadler und der Staatsrechtslehrer Johann Adam von Ickstatt. Stadler blieb über viele Jahre sein Beichtvater und Berater. Auch Ickstatt übte weiterhin einen großen Einfluss auf den Kurfürsten aus. Max III. Joseph studierte an der Universität Ingolstadt.
Sein Vater erklärte an seinem Todestag, dem 20. Januar 1745, kraft kaiserlicher Autorität den noch nicht 18-jährigen Max III. Joseph für volljährig, wodurch dieser die Thronfolge als Bayerischer Kurfürst ohne einen Vormund und Kuradministrator antreten konnte. Als Vormund wäre der Herzog Clemens Franz oder Max Josephs späterer Schwiegervater, der Kurfürst von Sachsen und König von Polen August III., in Frage gekommen.

## Kurfürst von Bayern

### Außenpolitik

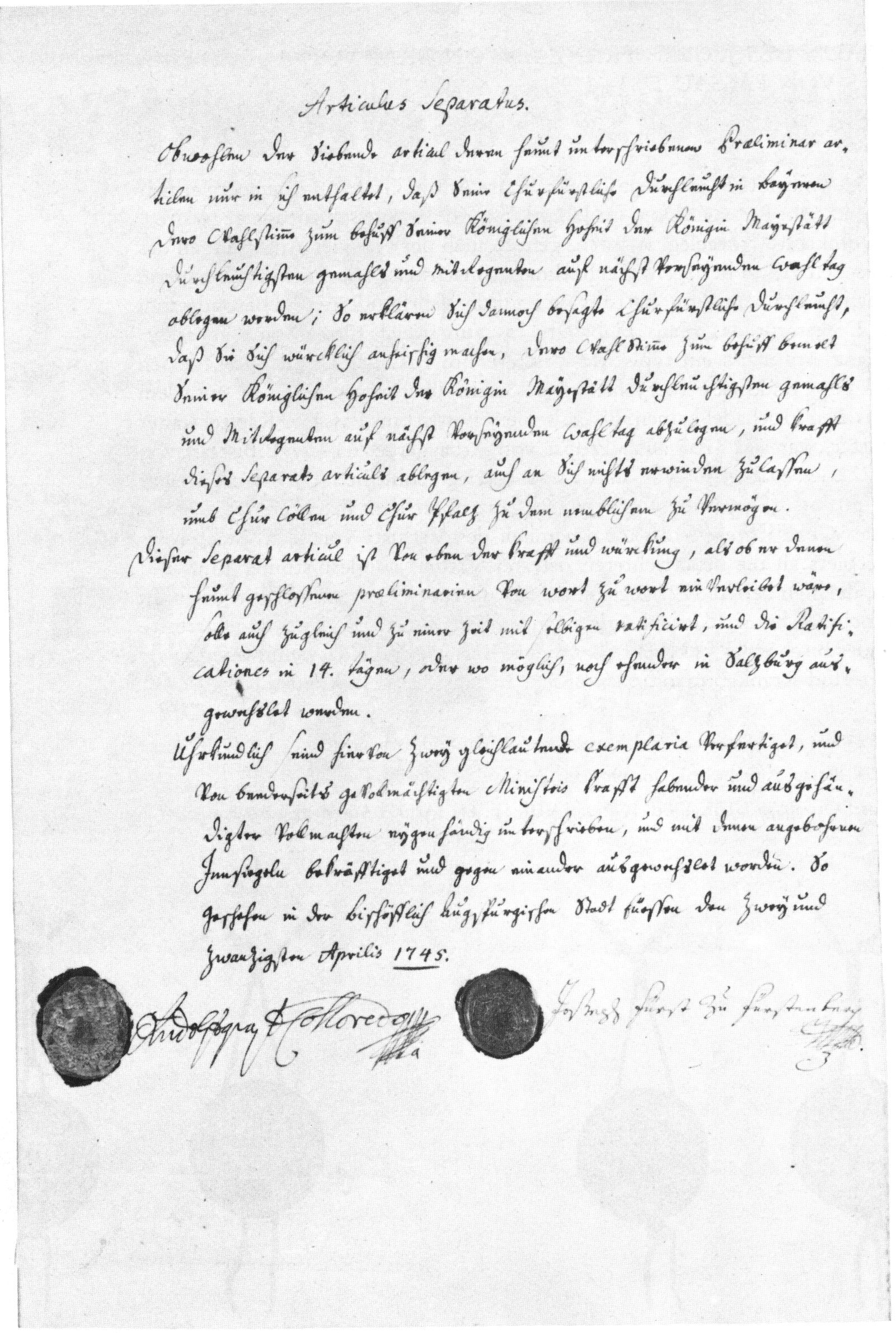
Der Frieden von Füssen. Original des Separatartikels, in dem sich Maximilian III. Joseph von Bayern verpflichtet, seine Kurstimme für Franz Stephan von Lothringen abzugeben. 22. April 1745. München, Bayerisches Hauptstaatsarchiv, Bayern Urk. 1019

Nach dem Tod des Vaters mitten im Österreichischen Erbfolgekrieg versuchte der Münchner Hof zunächst, die antihabsburgische und profranzösische Großmachtpolitik fortzusetzen. Man dachte sogar daran, Maximilian III. Joseph seinem Vater als Kaiser nachfolgen zu lassen. Von den Konferenzministern seines Vaters sprachen sich
Törring sowie Preysing und halbherzig auch
Fürstenberg dafür aus, Königsfeld und Praidlohn dagegen rieten zur Vorsicht. Jedoch war auch Frankreichs Bereitschaft, die bayerische Politik zu unterstützen, wesentlich geringer als zunächst angenommen. Die Kaiserin-Witwe, Graf Seckendorff und fast alle höheren Militärs und Beamte drängten zum Frieden mit Österreich.
Nachdem Truppen der Habsburgermonarchie am 23. März 1745 Bayern angegriffen, handstreichartig Teile Nordbayerns besetzt und am 15. April in der Schlacht bei Pfaffenhofen den bayerischen Verbündeten Frankreich und Kurpfalz eine verlustreiche Niederlage bereitet hatten, musste der Kurfürst die Aussichtslosigkeit seiner Ambitionen einsehen und schloss am 22. April mit Maria Theresia den Frieden von Füssen. Damit verzichtete er auf die bisherige Großmachtpolitik und versprach, bei der Kaiserwahl Franz Stephan von Lothringen zu wählen. Dafür wurde ihm der vollständige Besitz Bayerns bestätigt. Durch die in einer Geheimklausel vereinbarte Zahlung von 40.000 Gulden an Bayern innerhalb von zwei Wochen war die akute Finanznot des Kurfürstentums fürs Erste entschärft. Mit dem Tod Karls VII. endete nun jedoch nicht nur das kurze frühneuzeitliche Kaisertum des Hauses Wittelsbach, sondern auch der Versuch, Kurbayern aus dem Rang einer Mittelmacht herauszuheben. 
Bis zur Wahl des neuen Kaisers führte Kurfürst Maximilian III. Joseph nach Absprache mit Karl Theodor von der Pfalz ab Februar 1745 das Reichsvikariat. Die in München geprägten Vikariatsmünzen zeigen die Büste des Kurfürsten und rückseitig den Doppeladler mit dem bayerischen Wappen.
Nach dem Ausfall Frankreichs als Geldgeber war Bayern auf Subsidien aus Österreich, Großbritannien und den Niederlanden angewiesen. Auf Vermittlung Maria Theresias schloss es daher im Jahr 1746 mit den Seemächten Subsidienverträge mit zehnjähriger Laufzeit. Dies zwang es außenpolitisch ganz auf die Seite Österreichs und seiner Verbündeten. Bayern musste ein Hilfskorps stellen, das bis zum Frieden von Aachen 1748 in den Niederlanden eingesetzt war.
Am 11. August 1750 schlossen der hannoversche Kurfürst und britische König Georg II., Maximilian III. Joseph und die Generalstaaten der Republik der Sieben Vereinigten Provinzen (auch „die Niederlande“) den Hannoveraner Vertrag. Der Vertrag regelte einerseits eine Verlängerung eines bereits 1746 geschlossenen Überlassungsvertrags für angeheuerte bayerische Hilfstruppen, andererseits wurde die Kurstimme von Maximilian III. Joseph bis Juli 1756 (gegen Subsidien) abgetreten.
Ab 1754 verfolgte Bayern unter den Ministern Preysing und Seinsheim eine Politik der Wiederannäherung an Frankreich, die nach dem Auslaufen der Verträge mit Großbritannien und den Niederlanden zum Vertrag von Compiègne führte (26. Juli 1756). Das auf sechs Jahre angelegte Abkommen gewährte Bayern Subsidien von jährlich 360.000 fl. und französischen Schutz vor österreichischen Annexionswünschen. Als Gegenleistung hatte das Kurfürstentum seine Außenpolitik mit Frankreich abzustimmen und nicht eigenmächtig gegen dessen Verbündete vorzugehen (dazu zählte seit dem Ersten Vertrag von Versailles vom 1. Mai 1756 auch Österreich). Der neu gewonnene außenpolitische Handlungsspielraum ging jedoch noch im selben Jahr durch das Renversement des alliances mit dem Zusammengehen Österreichs und Frankreichs wieder verloren. An eine eigenständige Außenpolitik war angesichts der finanziellen Lage und eines nur noch schwachen Heeres kaum zu denken.
Während des bald ausbrechenden Siebenjährigen Krieges stand Max III. Joseph an der Seite Frankreichs und Österreichs, agierte aber vorsichtig. Eine nachhaltige Schwächung Preußens war nicht im bayerischen Interesse, bot dieses Land doch das einzige Gegengewicht zur Habsburgermonarchie. Er bemühte sich, soweit möglich, sich aus den Kriegshandlungen herauszuhalten. Neben den 5000 Mann bayerischer Kreistruppen, stellte die bayerische Armee, wiederum gegen Subsidienzahlungen, ein knapp 7000 Köpfe zählendes Hilfskorps unter französischem Oberbefehl. Die Reste der Auxiliartruppen berief der Kurfürst bis 1759 zurück in die Heimat.
Nachdem Großbritannien und Frankreich am 3. November 1762 den Präliminarfrieden von Fontainebleau unterzeichnet hatten (der am 10. Februar zum Frieden von Paris führte), schloss am 24. November die Kurpfalz mit Preußen einen Waffenstillstand. Württemberg erklärte am 4. Dezember gar seine Neutralität. Das war ein klarer Rechtsbruch, denn zur Aufhebung der 1757 gegen Preußen verabschiedeten Reichsexekution hätte es eines gemeinsamen Beschlusses aller Reichsstände auf dem Reichstag bedurft. Trotzdem erklärte sich am 6. Januar 1763 auch Bayern neutral, weitere Reichsstände folgten. Auch auf Anregung Max III. Joseph und Karl Theodors von der Pfalz erklärte der Reichstag am 11. Februar die Neutralität des Reichs. Damit entfiel dem Kaiserhof eine wichtige Stütze, so dass Österreich schließlich mit Preußen den Frieden von Hubertusburg (15. Februar 1763) schloss – beide Seiten nahe am finanziellen Bankrott.
Auf Konfrontationskurs mit Österreich sah sich der Kurfürst dennoch nicht. 1765 verheiratete er sogar seine Schwester Maria Josepha mit Joseph II. Beim Tode Kaiser Franz I. Stephans 1765 war dessen Sohn Joseph II. bereits deutscher König, so dass es zu keinem weiteren Vikariat der Kurfürsten kam. Durch den frühen Tod von Maria Josepha 1767 hatte die Heirat keine unmittelbaren politischen Auswirkungen, verstärkte aber den potentiellen Erbanspruch Habsburgs im Fall des Aussterbens der Wittelsbacher Kurlinie.
Nachdem klar war, dass er und seine Frau keine Nachkommen haben würden, wurde die Regelung der Erbfolge zu Gunsten der pfälzischen Nebenlinie Pfalz-Sulzbach des Wittelsbacher Geschlechts zentrale Aufgabe des Kurfürsten. Durch den Hausvertrag von Pavia hatten sich die Wittelsbacher 1329 in eine ältere pfälzische und eine jüngere bayerische Linie aufgespalten. Es gelang schließlich alle Linien des Hauses Wittelsbach zu einem gemeinsamen Abkommen zu bewegen. Bereits am 22. September 1766 unterzeichneten die Kurfürsten Max III. Joseph und Carl Theodor eine Erbverbrüderungs-Erneuerung, in der erstmals Bayern und Pfalz als unteilbarer Gesamtbesitz behandelt wurden. Im Jahr 1771 wurde danach vereinbart, dass Bayern und die Pfalz als Ganzes dem jeweiligen Haupt der überlebenden Linie zufallen sollten.
Die territoriale Expansion des Kurfürstentums blieb weiterhin gering, es wurden nur alte Erwerbungen abgerundet. 1753 wurde die Herrschaft Wiesensteig vollständig gewonnen, ebenso wie 1768 die Herrschaft über Sulzbürg-Pyrbaum. Darüber hinaus ging der Einfluss der bayerischen Wittelsbacher auf die Reichspolitik zurück, besonders als Max III. Josephs Onkel Clemens August, Fürstbischof von Köln, 1761 starb. Mit dessen Bruder Johann Theodor von Lüttich starb 1763 die letzten Generation Wittelsbacher Fürstbischöfe aus. Bereits in der folgenden Generation waren nicht mehr genug nachgeborene Söhne vorhanden, um mit ihnen klerikale Ämter zu besetzen.

### Innenpolitik

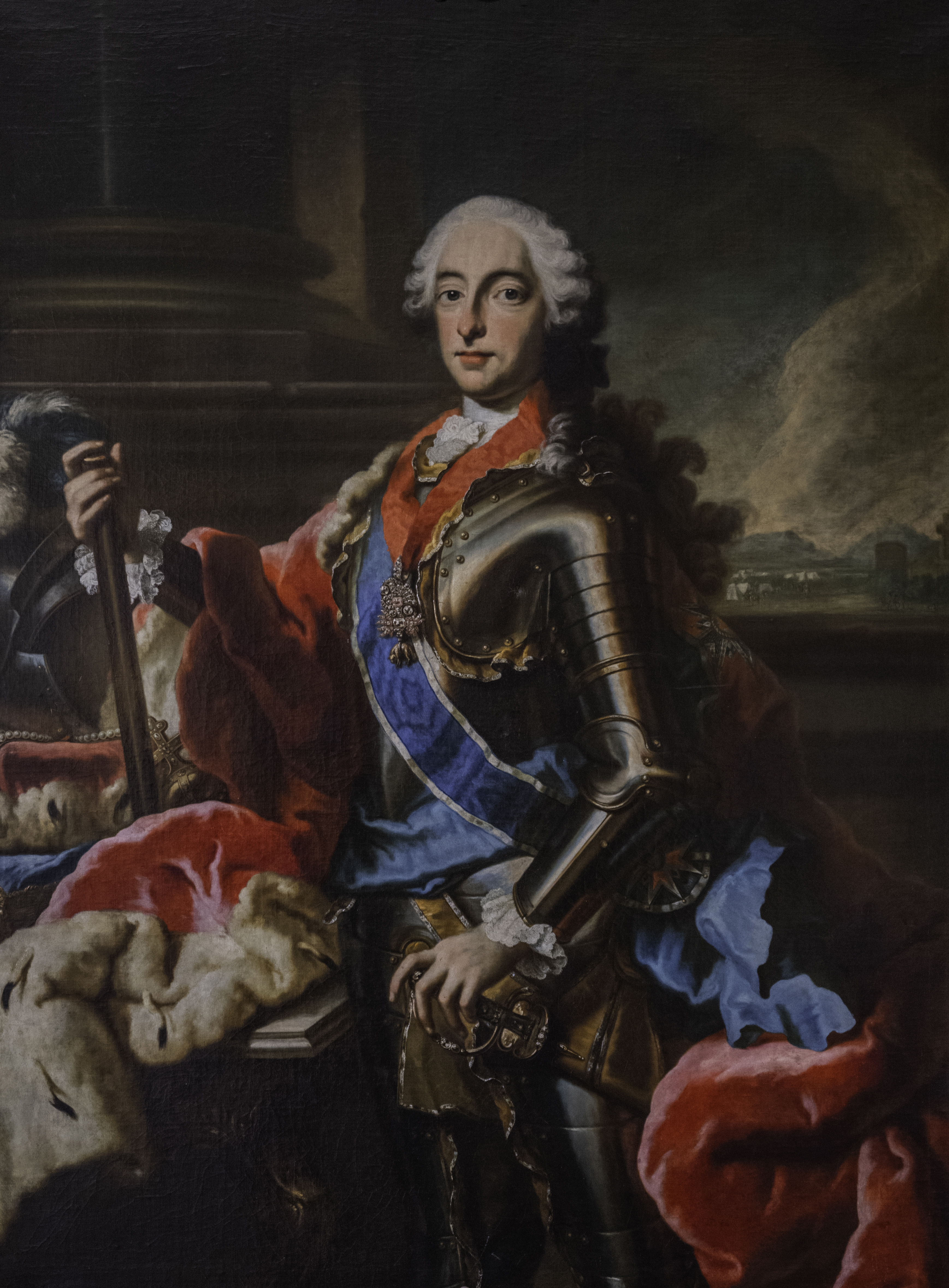
Maximilian III. Joseph von Bayern, Gemälde um 1776

Vor allem nach dem Ende des Siebenjährigen Krieges widmete er seine Aufmerksamkeit der inneren Konsolidierung Bayerns. Erster Minister wurde Maximilian Franz Joseph von Berchem. Als aufgeklärter Fürst blieb Max III. dennoch einem patrimonialen Staatsverständnis verhaftet, er betrachtete den Staat als seinen Privatbesitz. Eine dringend notwendige Reform der staatlichen Verwaltung unterblieb somit.
Der Kurfürst bemühte sich jedoch um Verbesserungen im Staatsapparat. So wurde 1750 eine Hofratsordnung erlassen, die Geheime Konferenz wurde 1764 wieder eingeführt. Mit der Schaffung des auswärtigen Departements unter Berchem wurde ein Schritt hin zu einem Fachministerium vollzogen. Dennoch kam es nicht zu einer umfassenden Verwaltungsreform. Der konsequente Schritt zu Ressortministern oder gar zum Posten eines leitenden Ministers wurde nicht vollzogen. Zwar hörte der Kurfürst auf Berater, aber grundsätzlich hielt er an der unmittelbaren Herrschaft des Fürsten fest.
Von großer Bedeutung war die Rechtskodifizierung sowohl des Bürgerlichen Rechts als auch des Strafrechts unter Leitung des Ratskanzlers Wiguläus von Kreittmayr. Auch für diese Reform war das Hauptmotiv die erhoffte Kostenersparnis durch kürzere Verfahren und größere Rechtssicherheit. Mit dem Codex Iuris Bavarici Criminalis bekam Bayern ein in formaler Hinsicht zwar bahnbrechendes Strafgesetzbuch, das in einen allgemeinen und einen besonderen Teil gegliedert war und in dem elementare Strafrechtsbegriffe wie Versuch, Beihilfe und Mittäterschaft in bis dahin nicht gekannter Klarheit definiert wurden. Inhaltlich war der Codex jedoch rückwärtsgewandt und stand damit im Gegensatz zur vorsichtigen, durch die Gedanken der Aufklärung inspirierten Strafrechtsmodernisierung in Preußen und Österreich. Die Folter wurde nicht abgeschafft, ebenso wenig Delikte wie Hexerei und Häresie. Unter den je nach Delikt unterschiedlichen Formen der Todesstrafe fanden sich weiterhin die besonders grausamen Hinrichtungsmethoden des Verbrennens bei lebendigem Leib und des Räderns.
Angesichts der schlechten finanziellen Lage des Landes lag das Hauptaugenmerk auf sparsamer Haushaltung und der Förderung der Wirtschaft. Schon 1745 wurde beispielsweise der Hirschjagdpark geschlossen und 1747 gründete Max III. Joseph die Nymphenburger Porzellanmanufaktur, die durch Franz Anton Bustelli schon sehr bald Weltruhm erlangte. 1755 wurde mit der Reichsstadt Buchhorn ein Umschlagplatz für den Export von Salz in die Schweiz gefunden. Zu den zahlreichen weiteren Maßnahmen den Haushalt zu sanieren zählt auch die Gründung einer Fayencemanufaktur 1754 in Schloss Friedberg und der Bau eines Seidenfilatorium (Textilfabrik) am Münchner Hofgarten 1762 durch Lespilliez. Nicht alle Projekte zeigten nachhaltigen Erfolg. Hinzu kamen eine planvolle Bevölkerungspolitik, die etwa ein Auswanderungsverbot beinhaltete, das auch in der Wirtschaftskrise der 1770er-Jahre nur für die Armen gelockert wurde, und eine Politik des Landesausbaus. So wurden bisher nicht nutzbare Moorgebiete trockengelegt. Zur besseren Planung des Regierungshandelns wurde 1752/60 eine Landesaufnahme durchgeführt. Seit 1771 wurde die Dachsbergische Volksbeschreibung begonnen. Damit wurde erstmals eine systematische Bevölkerungs- und Gewerbestatistik für Bayern angefertigt. Als 1770 eine Missernte eine große Hungersnot hervorrief, ließ der Kurfürst zur Linderung der Not Getreide aus Hofgütern verteilen, nahm Kredite in Holland auf und veräußerte sogar einen Teil der Juwelen der Schatzkammer. Mit Unterstützung der Landstände gelang es dem Kurfürsten die immensen Staatsschulden zumindest teilweise abzutragen und die Staatsfinanzen zu konsolidieren. Vom Tode seines Onkels, des Kölner Kurfürsten Clemens August von Bayern, konnte Max Joseph finanziell nicht profitieren, er unterlag 1767 im Erbschaftsstreit vor dem Reichskammergericht. Dennoch konnte der Kurfürst im Laufe seiner Regierung die Schuldenlast Bayerns auf die Hälfte reduzieren.
Max III. Joseph stand als absolutistisch orientierter Fürst den überkommenen ständischen Privilegien ablehnend gegenüber. Diese Haltung zeigte sich auch gegenüber der katholischen Kirche. Er war persönlich fromm, ließ aber 1747 durch seinen Geistlichen Rat die Oberammergauer Passionsspiele verbieten mit der Begründung, „daß das größte Geheimnis unserer heiligen Religion nun einmal nicht auf die Schaubühne gehört“. Seine Frömmigkeit hinderte ihn nicht, die Kirche soweit möglich unter staatlichen Einfluss zu stellen. Der kirchliche Rat wurde 1768 zu einer Verwaltung der staatlichen Kirchenhoheitsrechte ausgebaut. Außerdem bemühte sich der Kurfürst um eine Besteuerung des Kirchenbesitzes.
Im Jahre 1748 hat Max Joseph die Rechte der Städte und Märkte eingeschränkt. Er war auch bestrebt, die Reichsstädte Regensburg und Augsburg zumindest wirtschaftlich zu integrieren. Mit der Landschaftsverordnung als Vertretung der Stände lag der Kurfürst in einem Dauerkonflikt. Von seinem ehemaligen Lehrer Ickstatt beraten, versuchte er zweimal vergeblich, dieses Gremium aufzuheben. Die Widerstände waren so groß, dass Ickstatt zeitweise sogar den Hof verlassen musste. Ein Hauptgrund für das Scheitern war, dass Max III. Joseph finanziell von den Ständen abhängig war. Zu Ende seiner Herrschaft entstand sogar ein repräsentativer Neubau für die Landstände, das Neue Landschaftsgebäude in München.

### Förderer der Künste und Wissenschaften

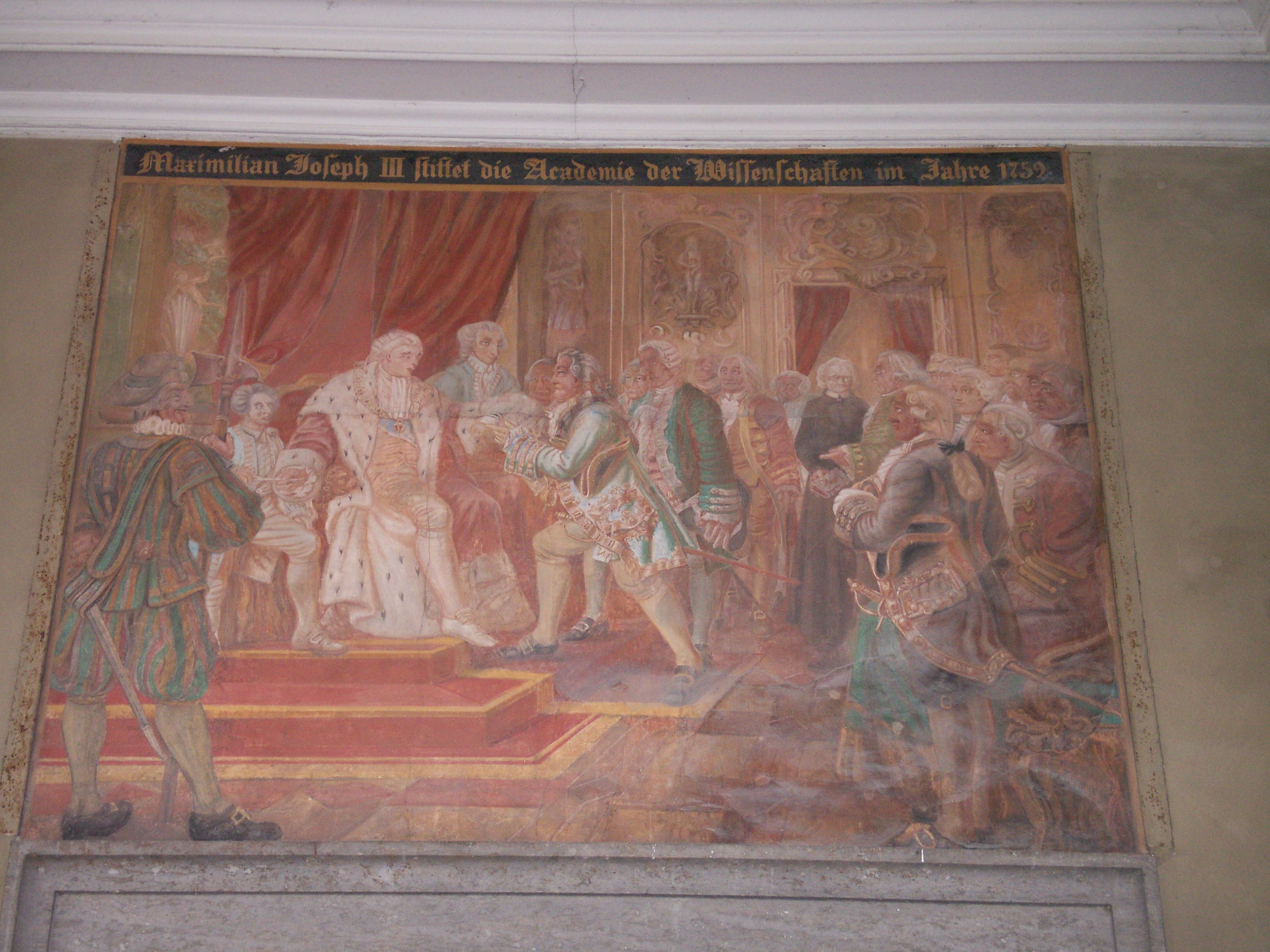
Maximilian III. Joseph als Gründer der Bayerischen Akademie der Wissenschaften

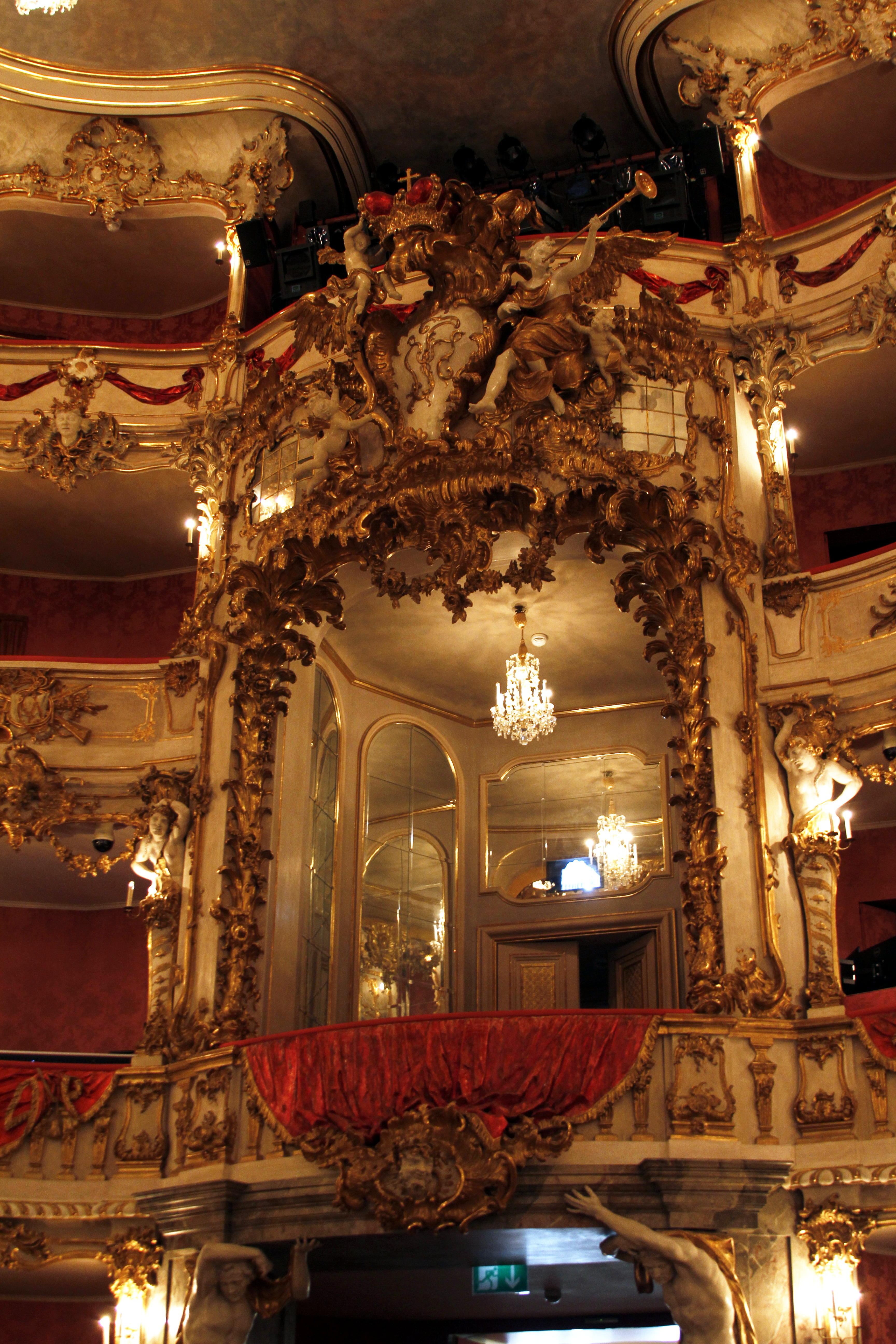
Loge des Kurfürsten im Residenztheater

Max III. Joseph war ein Freund der Künste und Förderer der Wissenschaften. Allerdings war er im Gegensatz zu seinen Vorgängern durch den von diesen verursachten Schuldenberg nicht mehr in der Lage, große neue Bauvorhaben zu finanzieren. Im Wesentlichen musste er sich darauf beschränken ältere Bauten wiederherzustellen oder deren Bau abzuschließen. In diesem Zusammenhang entstand mit dem Cuvilliés-Theater ein Meisterwerk des Rokoko. Er beauftragte auch François de Cuvilliés mit dem „Steinernen Saal“ im Hauptbau von Schloss Nymphenburg, der 1756 fertiggestellt wurde, und 1768 mit der Vollendung der Fassade der Theatinerkirche. Auch in Schloss Schleißheim wurden noch einige Räume umgestaltet. Für die Residenz in der Hauptstadt wurden ansonsten nur die Kurfürstenzimmer von Johann Baptist Gunetzrhainer in für die damalige Zeit bescheidener Weise errichtet. Ein von Cuvilliés geplanter neuer Flügel an der seit dem Abbruch der verbliebenen Teile der Neuveste unansehnlichen Ostseite der Residenz wurde wegen fehlender Mittel nicht verwirklicht. Neben Bustelli stand auch Ignaz Günther in Max Josephs Diensten. Berühmt ist das Generalmandat des Kurfürsten vom 4. Oktober 1770, in welchem er das Rokoko als «lächerliche» Zierrat für Landkirchen praktisch verbietet und eine «edle Simplicität» fordert. Von 1752 bis 1754 entstand vor dem Sendlinger Tor in München das Spital der Barmherzigen Brüder, die der Kurfürst einem Lazarett zuwies; die zugehörige Klosterkirche folgte ab 1764. Sie wurde 1772 zu Ehren des Kurfürsten dem hl. Maximilian geweiht.
Max III. Joseph galt als feierfreudiger Mann, der gerne in die Oper ging, vom Theater und von der Jagd begeistert war. Für Max Josephs begrenzte Ressourcen spricht, dass dennoch eine Anstellung Wolfgang Amadeus Mozarts vom Kurfürsten, der selbst musikalisch war und komponierte, aus Kostengründen abgelehnt wurde. Es kam nur zur Uraufführung von Mozarts Werk La finta giardiniera (deutsch: Die verstellte Gärtnerin) im Münchner Salvatortheater. Allerdings war auch Max Josephs einflussreicher Intendant Seeau nicht für Mozart eingestellt.
Von nachhaltiger Bedeutung war die Gründung der Akademie der Bildenden Künste München und die Gründung der Bayerischen Akademie der Wissenschaften. Er trug damit dazu bei, dass die Aufklärung in Bayern an Bedeutung gewann. Obwohl Max Joseph unter Mitwirkung des aufgeklärten Bildungsreformers Heinrich Braun die allgemeine Schulpflicht im Kurfürstentum Bayern bereits 1771 verordnet hatte, konnte erst 1802 eine sechsjährige gesetzliche Unterrichtspflicht durchgesetzt werden.
Wie alle Wittelsbacher musste der junge Max Joseph neben der wissenschaftlichen auch eine handwerkliche Ausbildung absolvieren – er entschied sich für eine Drechslerlehre und widmete sich hierbei besonders dem Elfenbein, wobei einige seiner Arbeiten in den Schlössern erhalten sind. In Schloss Nymphenburg ist noch heute das Drechselkabinett Max Josephs zu sehen.

## Tod und Nachfolge

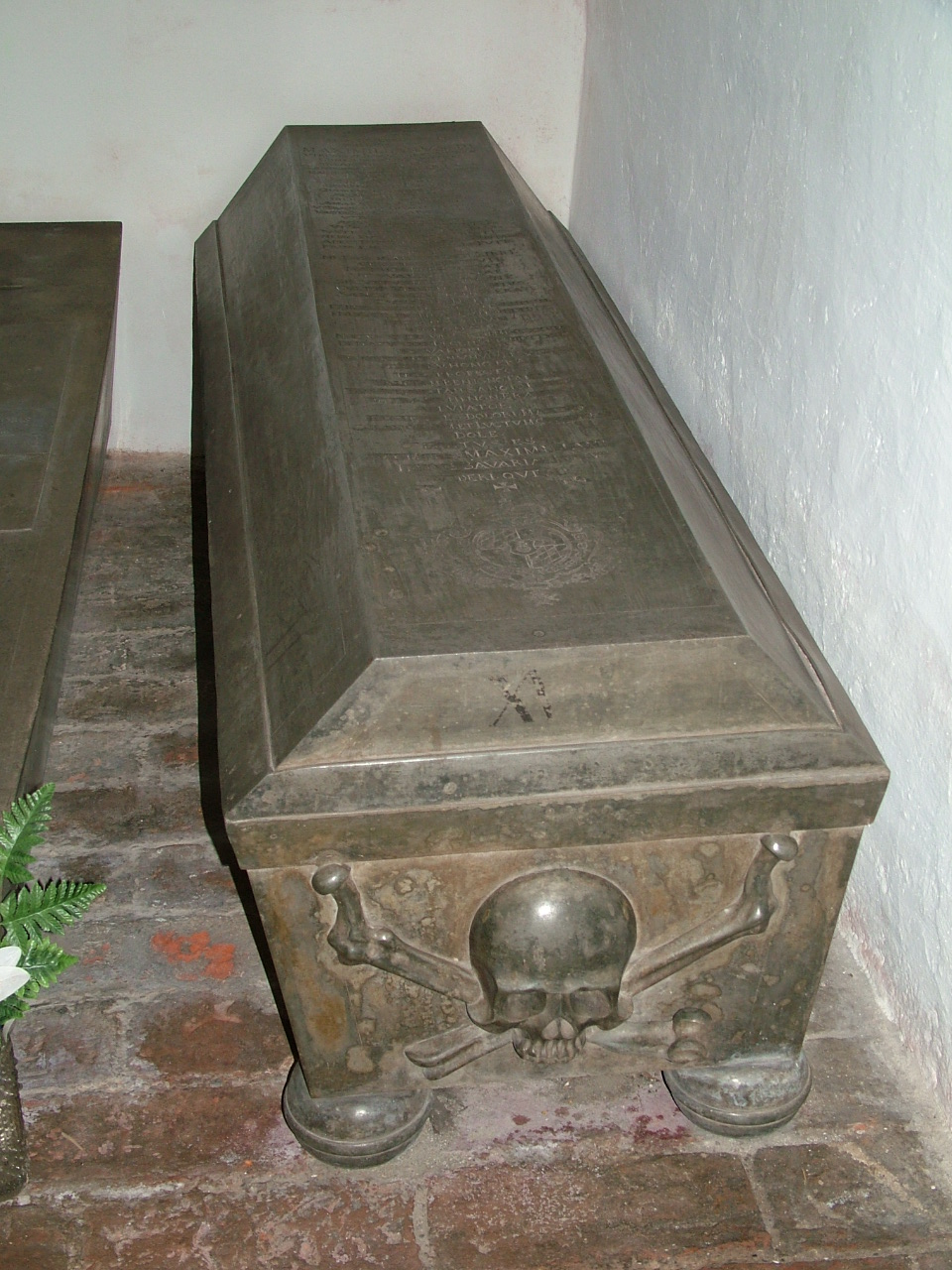
Grabstätte, Wittelsbachergruft der Theatinerkirche München

Aufgrund fehlender männlicher Nachkommen neigte sich die Herrschaft der bayerischen Wittelsbacher ihrem Ende zu und die Nachfolge wurde zum Gegenstand allgemeiner Aufmerksamkeit der europäischen Diplomatie. 1770 starb der kurbayrische Prinz Clemens, außer dem Kurfürsten gab es damit keine männlichen Wittelsbacher aus der bayerischen Linie mehr. Zahlreiche Prinzen hatten zuvor geistliche Fürstbistümer besetzt und somit keine legitimen Erben hervorbringen können. Max Josephs Essen wurde bei jedem Gang von einem Vorkoster probiert – zu große Angst hatte der Kurfürst vor einer Vergiftung.
Anfang Dezember 1777 erkrankte der Kurfürst, ohne dass das den Hof und seine auswärtigen Diplomaten vorerst beunruhigt hätte. Sein Leibarzt Sänftl behandelte die Krankheit zunächst als Masern. Derweil wurde die Schmerzhafte Madonna aus der Herzogspitalkirche in das Krankenzimmer des Kurfürsten verbracht. Am 30. Dezember verlangte der schwer atmende Kurfürst nach dem Beichtvater. Sänftl versuchte dies zu verhindern, allerdings erfolglos. Am selben Tag starb Kurfürst Max III. Joseph der „Vielgeliebte“ nach drei Wochen Leiden an den Pocken. Eine Pockenimpfung, die er seinen Untertanen verordnet hatte, hatte er für sich selbst stets abgelehnt. Sein Tod wurde von der Bevölkerung mit Trauer und Bestürzung aufgenommen. Sein Patenkind Maximilian Graf Montgelas nannte ihn später den besten und erleuchtetsten unter Bayerns Fürsten und für sein Volk war er der „Vielgeliebte“. Max Joseph wurde in der Theatinerkirche zu München beigesetzt. Sein Herz wurde getrennt bestattet und befindet sich in der Gnadenkapelle von Altötting.
Für Kaiser Joseph II., der auf das bayerische Erbe schielte, kam der Tod Max Josephs zu diesem Zeitpunkt wohl eher ungelegen:

„[…] empfange ich die Nachricht, daß uns der Kurfürst von Bayern den Streich spielte zu sterben.“

 schrieb er an seinen Minister Kaunitz. Mit Max Joseph starb die bayrische Linie des Hauses Wittelsbach im Mannesstamm aus. Nun trat mit Karl Theodor die Pfälzer Linie der Wittelsbacher seine Nachfolge an. Die Vereinbarungen der Hausunion hatten München zur Residenz bestimmt, gleichzeitig erlosch nach den Bestimmungen des Westfälischen Friedens die pfälzische Kurwürde und die bayerische blieb bestehen. Karl Theodor hatte keine innere Beziehung zu Bayern und war gewillt es erst teilweise gegen Vorderösterreich, später ganz gegen die Österreichischen Niederlande zu tauschen. Nach kurzem Bayerischen Erbfolgekrieg, der Bayern das Innviertel kostete, versuchte Karl Theodor weiterhin Bayern gegen nahe seiner rheinischen Stammlande liegende Gebiete einzutauschen. Die Witwen von Max Joseph und Clemens, Maria Anna von Sachsen sowie Maria Anna von Pfalz-Sulzbach, die Bayerns Eigenständigkeit bedroht sahen, hatten sich jedoch mit Friedrich II. von Preußen und Karl Theodors Erben Karl II. August von Pfalz-Zweibrücken in Verbindung gesetzt und der preußische König drohte sowohl Bayern als auch Österreich mit Krieg, sollte der Plan Karl Theodors verwirklicht werden. Kaiser Joseph II. schreckte vor einem weiteren Krieg mit Preußen zurück und ließ seine Pläne schließlich 1785 endgültig fallen, nachdem Friedrich in diesem Jahr den Fürstenbund ins Leben gerufen hatte.  Kurfürst Max III. Joseph hatte bereits 1763 eine Konvention mit Friedrich abgeschlossen, der zufolge Bayern Österreich weder militärisch noch finanziell unterstützte, im Gegenzug Preußen bei Bedrohung der Wittelsbacher Erbrechte Beistand leistete.

## Auszeichnungen
- Hausritterorden vom Heiligen Georg (Großmeister)
- Hausritterorden vom Heiligen Michael (Großmeister)
- Orden vom Goldenen Vlies (Spanien, Ritter)

## Ahnentafel
| Ahnentafel von Kurfürst Maximilian III. von Bayern | Ahnentafel von Kurfürst Maximilian III. von Bayern                                                     | Ahnentafel von Kurfürst Maximilian III. von Bayern                                                    | Ahnentafel von Kurfürst Maximilian III. von Bayern                                                               | Ahnentafel von Kurfürst Maximilian III. von Bayern                                                               | Ahnentafel von Kurfürst Maximilian III. von Bayern                                          | Ahnentafel von Kurfürst Maximilian III. von Bayern                                                          | Ahnentafel von Kurfürst Maximilian III. von Bayern                                                                | Ahnentafel von Kurfürst Maximilian III. von Bayern                                                                |
| -------------------------------------------------- | --- | --- | --- | --- | ------------------------------------------------------------------------------------------- | --- | --- | --- |
| Ururgroßeltern                                     | Kurfürst Maximilian I. von Bayern (1573–1651) ⚭ 1635 Erzherzogin Maria Anna von Österreich (1610–1665) | Herzog Viktor Amadeus I. von Savoyen (1587–1637) ⚭ 1619 Christina von Frankreich (1606–1663)          | Jakub Sobieski (1590–1646) ⚭ 1627 Zofia Teofillia Daniłowicz (1607–1661)                                         | Henri de la Grange d’Arquien (1613–1707) ⚭ Françoise de la Châtre                                                | Kaiser Ferdinand III. (1608–1657) ⚭ 1631 Maria Anna von Spanien (1606–1646)                 | Kurfürst Philipp Wilhelm von der Pfalz (1615–1690) ⚭ 1653 Elisabeth Amalie von Hessen-Darmstadt (1635–1709) | Georg Fürst von Calenberg (1582–1641) ⚭1617 Anna Eleonore von Hessen-Darmstadt (1601–1659)                        | Eduard von der Pfalz (1625–1663) ⚭ 1645 Anna Gonzaga (1616–1684)                                                  |
| Urgroßeltern                                       | Kurfürst Ferdinand Maria von Bayern (1636–1679) ⚭ 1652 Henriette Adelheid von Savoyen (1636–1676)      | Kurfürst Ferdinand Maria von Bayern (1636–1679) ⚭ 1652 Henriette Adelheid von Savoyen (1636–1676)     | König Johann III. Sobieski von Polen (1629–1696) ⚭ 1665 Marie Casimire Louise de la Grange d’Arquien (1641–1716) | König Johann III. Sobieski von Polen (1629–1696) ⚭ 1665 Marie Casimire Louise de la Grange d’Arquien (1641–1716) | Kaiser Leopold I. (1640–1705) ⚭ 1676 Eleonore Magdalene von Pfalz-Neuburg (1655–1720)       | Kaiser Leopold I. (1640–1705) ⚭ 1676 Eleonore Magdalene von Pfalz-Neuburg (1655–1720)                       | Johann Friedrich Herzog von Braunschweig-Lüneburg (1625–1679) ⚭1668 Benedicta Henriette von der Pfalz (1652–1730) | Johann Friedrich Herzog von Braunschweig-Lüneburg (1625–1679) ⚭1668 Benedicta Henriette von der Pfalz (1652–1730) |
| Großeltern                                         | Kurfürst Maximilian II. Emanuel von Bayern (1662–1726) ⚭ 1695 Therese Kunigunde von Polen (1676–1730)  | Kurfürst Maximilian II. Emanuel von Bayern (1662–1726) ⚭ 1695 Therese Kunigunde von Polen (1676–1730) | Kurfürst Maximilian II. Emanuel von Bayern (1662–1726) ⚭ 1695 Therese Kunigunde von Polen (1676–1730)            | Kurfürst Maximilian II. Emanuel von Bayern (1662–1726) ⚭ 1695 Therese Kunigunde von Polen (1676–1730)            | Kaiser Joseph I. (1678–1711) ⚭ 1699 Wilhelmine Amalie von Braunschweig-Lüneburg (1673–1742) | Kaiser Joseph I. (1678–1711) ⚭ 1699 Wilhelmine Amalie von Braunschweig-Lüneburg (1673–1742)                 | Kaiser Joseph I. (1678–1711) ⚭ 1699 Wilhelmine Amalie von Braunschweig-Lüneburg (1673–1742)                       | Kaiser Joseph I. (1678–1711) ⚭ 1699 Wilhelmine Amalie von Braunschweig-Lüneburg (1673–1742)                       |
| Eltern                                             | Kaiser Karl VII. (1697–1745) ⚭ 1722 Maria Amalia von Österreich (1701–1756)                            | Kaiser Karl VII. (1697–1745) ⚭ 1722 Maria Amalia von Österreich (1701–1756)                           | Kaiser Karl VII. (1697–1745) ⚭ 1722 Maria Amalia von Österreich (1701–1756)                                      | Kaiser Karl VII. (1697–1745) ⚭ 1722 Maria Amalia von Österreich (1701–1756)                                      | Kaiser Karl VII. (1697–1745) ⚭ 1722 Maria Amalia von Österreich (1701–1756)                 | Kaiser Karl VII. (1697–1745) ⚭ 1722 Maria Amalia von Österreich (1701–1756)                                 | Kaiser Karl VII. (1697–1745) ⚭ 1722 Maria Amalia von Österreich (1701–1756)                                       | Kaiser Karl VII. (1697–1745) ⚭ 1722 Maria Amalia von Österreich (1701–1756)                                       |
| Kurfürst Maximilian III.                           | | | | |                                                                                             | | | |